# قشلاق سيف الدين
قشلاق سيف‌ الدين هي قرية في مقاطعة ميانة، إيران. عدد سكان هذه القرية هو 306 في سنة 2006.